# Nuenen, Gerwen en Nederwetten
Nuenen, Gerwen en Nederwetten  è una municipalità dei Paesi Bassi di 22 227 abitanti situata nella provincia del Brabante Settentrionale.